# 渤海国上京龙泉府遗址
渤海国上京龙泉府遗址是唐代渤海国首都龙泉府的城池遗址，俗稱上京城，位于今黑龙江省宁安市渤海镇。755年，渤海国三世王大钦茂自中京城迁至上京，从此成为国都。
上京为渤海国五京之首。仿照唐长安城格式兴建，佔地十六平方公里，分外城、内城和宫城。外城为土墙，内城为石墙，宫城为玄武岩墙。五座回廊相连的大殿排列在南北轴线上。926年，辽太祖灭渤海建东丹国，929年，东丹国南迁辽阳，龙泉府被毁。其遗址自1961年成为全国重点文物保护单位。
古城遗址内有个兴隆寺，是清代在渤海庙地上修建的。寺内有渤海时代遗存至今的佛教石刻艺术品，如石灯憧、石龟跌和大石佛。古城遗址一带还有一些渤海国墓葬、窑、桥等遗址。

## 出土文物

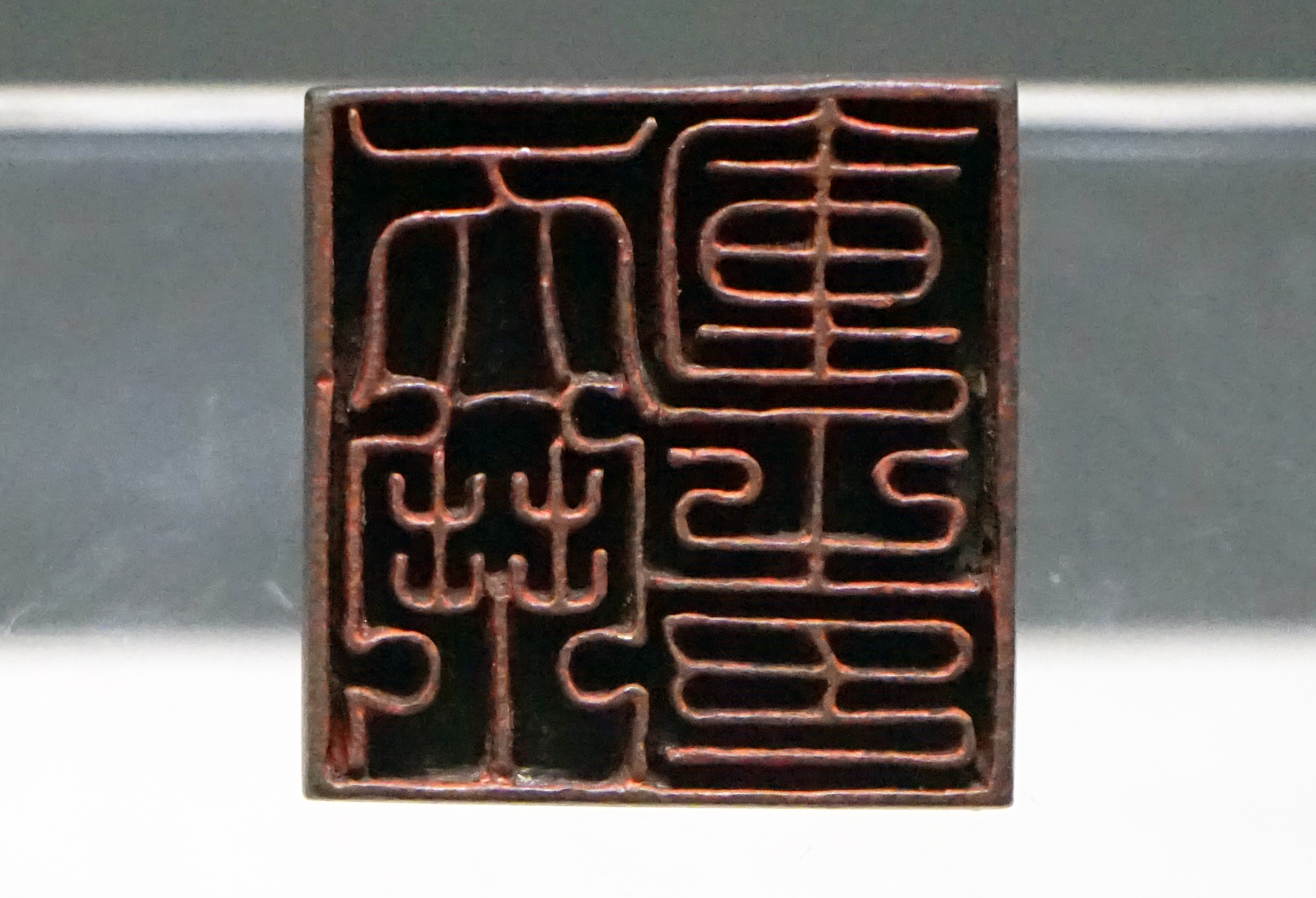
天门军之印，渤海上京城遗址出土。黑龙江省博物馆藏。
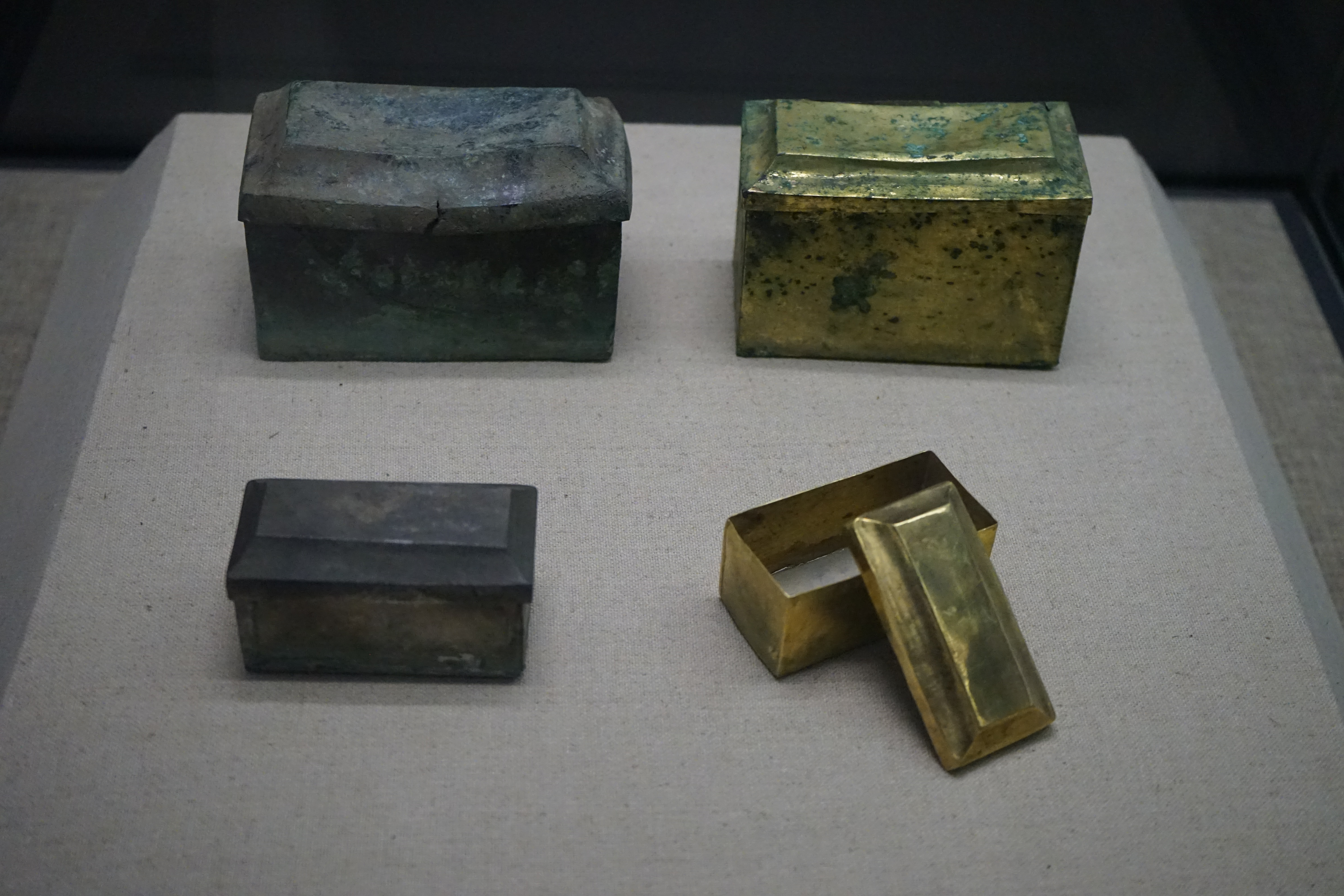
舍利函。黑龙江省博物馆藏。
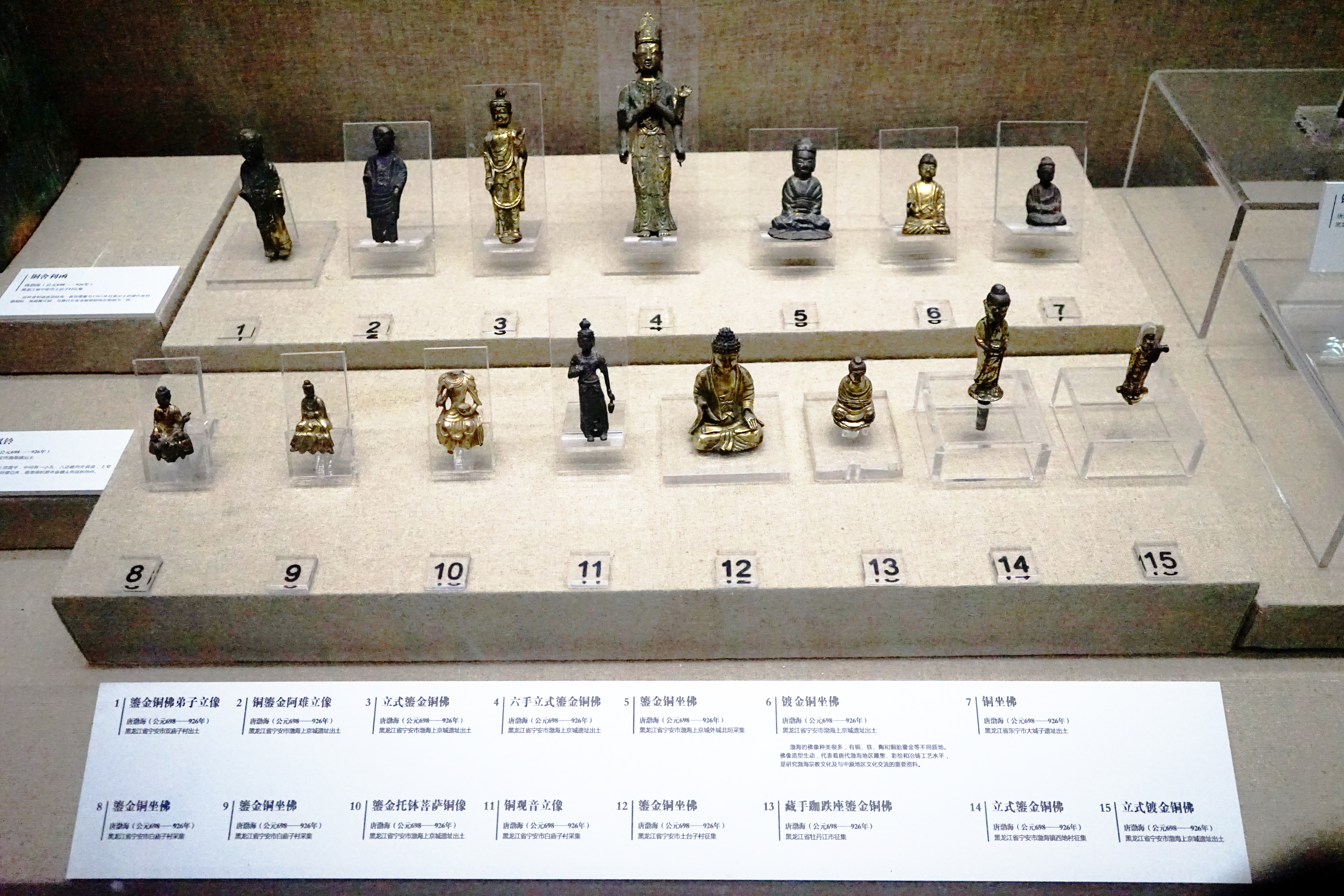
渤海上京城遗址出土佛像，黑龙江省博物馆藏。
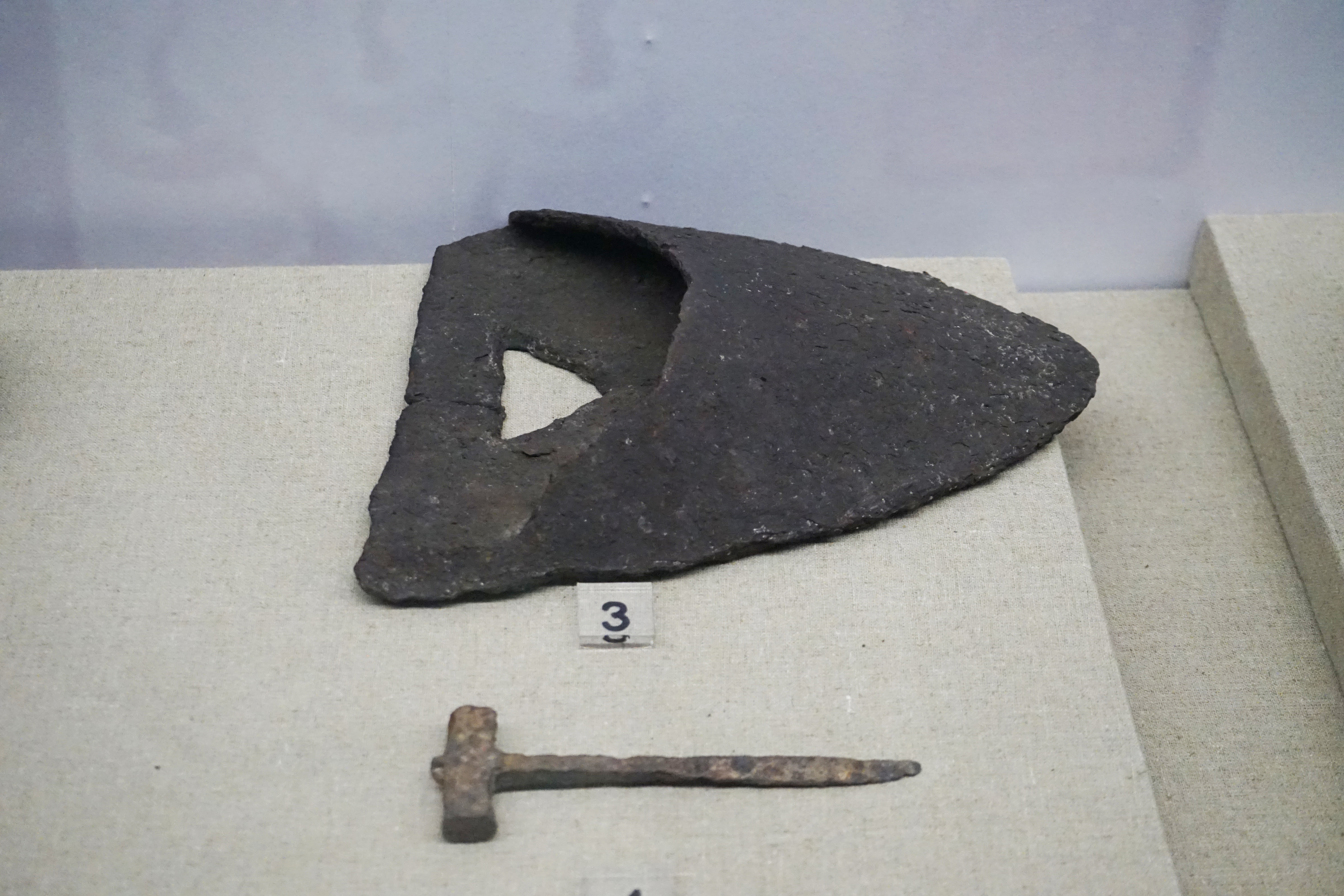
铁铧（上），黑龙江省博物馆藏。
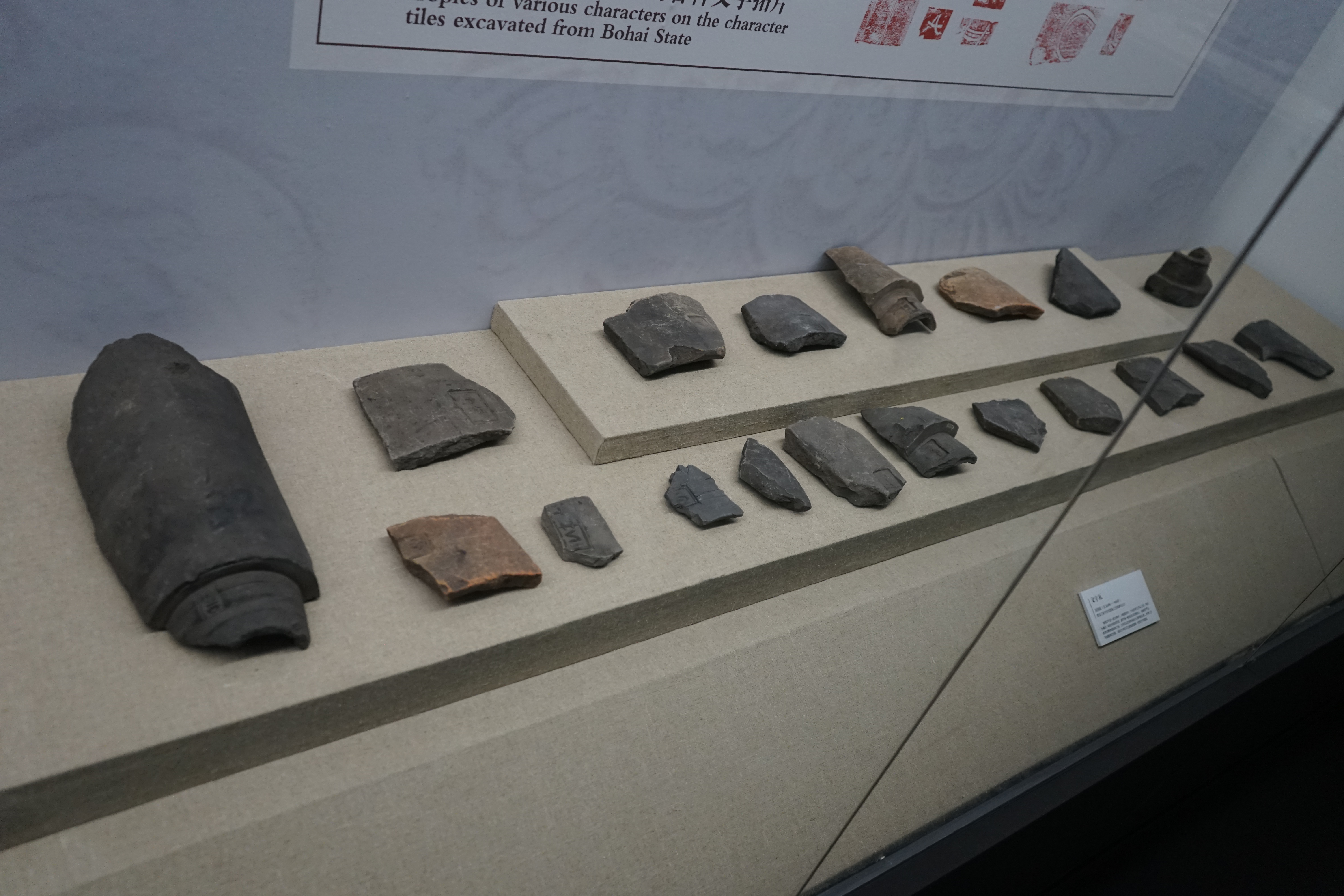
文字瓦，黑龙江省博物馆藏。
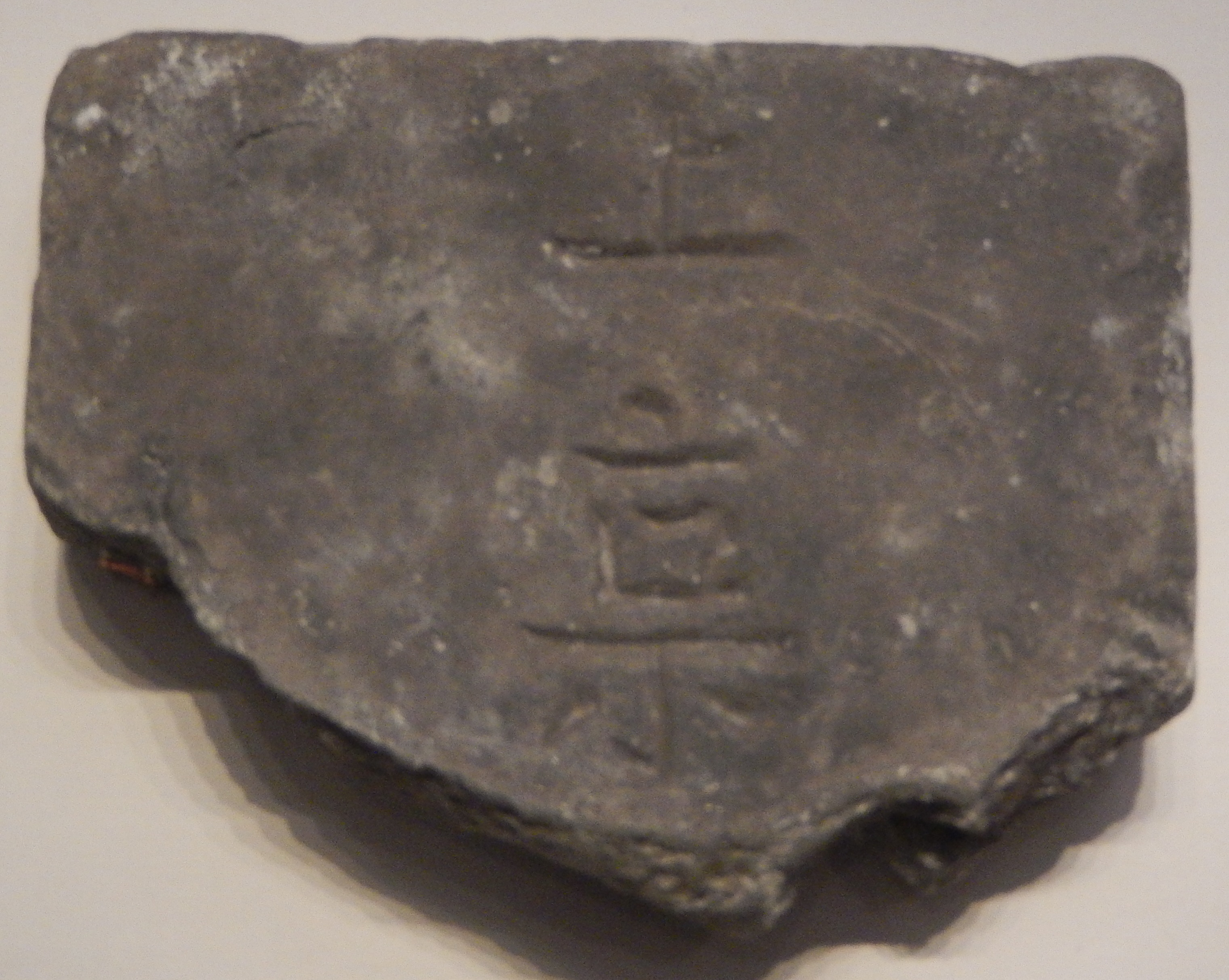
黑龍江寧安渤海上京城遺址出土殘磚，上面刻“上京”兩字。中國國家博物館藏。